# Flexity Swift A32
De Flexity Swift A32 is een type lagevloertram van de fabrikant Bombardier Transportation.
De gelede tramstellen zijn driedelige tweerichtingsvoertuigen. De beide lange kopbakken hebben ieder een aangedreven draaistel en de korte tussenbak rust op een loopdraaistel (asindeling Bo'2'Bo').

## Inzet
Eenendertig exemplaren, genummerd 401-431, heeft Storstockholms Lokaltrafik, het openbaarvervoerbedrijf van Stockholm, in de jaren 1999-2008 aangeschaft voor de dienst op de Nockebybanan (lijn 12) en Tvärbanan (lijn 22). Volgens de plannen zullen zij over enkele jaren deels verhuizen naar de Saltsjöbanan, die gemoderniseerd zal worden.
Zes stellen waren van 2003 tot december 2009 eigendom van HTM Personenvervoer in Den Haag. Zij werden onder de nummers 6101-6106 in Nederland ingezet door NS Reizigers op de spoorlijn Gouda - Alphen aan den Rijn ter voorbereiding op de geplande lightraillijn (de RijnGouwelijn), een project dat inmiddels is afgeblazen. Na afloop van de proefperiode zijn alle zes stellen toegevoegd aan de serie van Storstockholms Lokaltrafik. Zij doen sinds 2011 dienst in de Zweedse hoofdstad onder de nummers 432-437.
In 2001 bestelde het trambedrijf van Istanboel 55 van deze trams, die in 2003 werden afgeleverd en in 2004 in dienst werden gesteld. Zij zijn genummerd 701-755, doen dienst op lijn T1 Bağcılar - Kabataş, en zijn (afgezien van een extra stel deuren aan beide zijden) identiek aan de exemplaren van Stockholm.

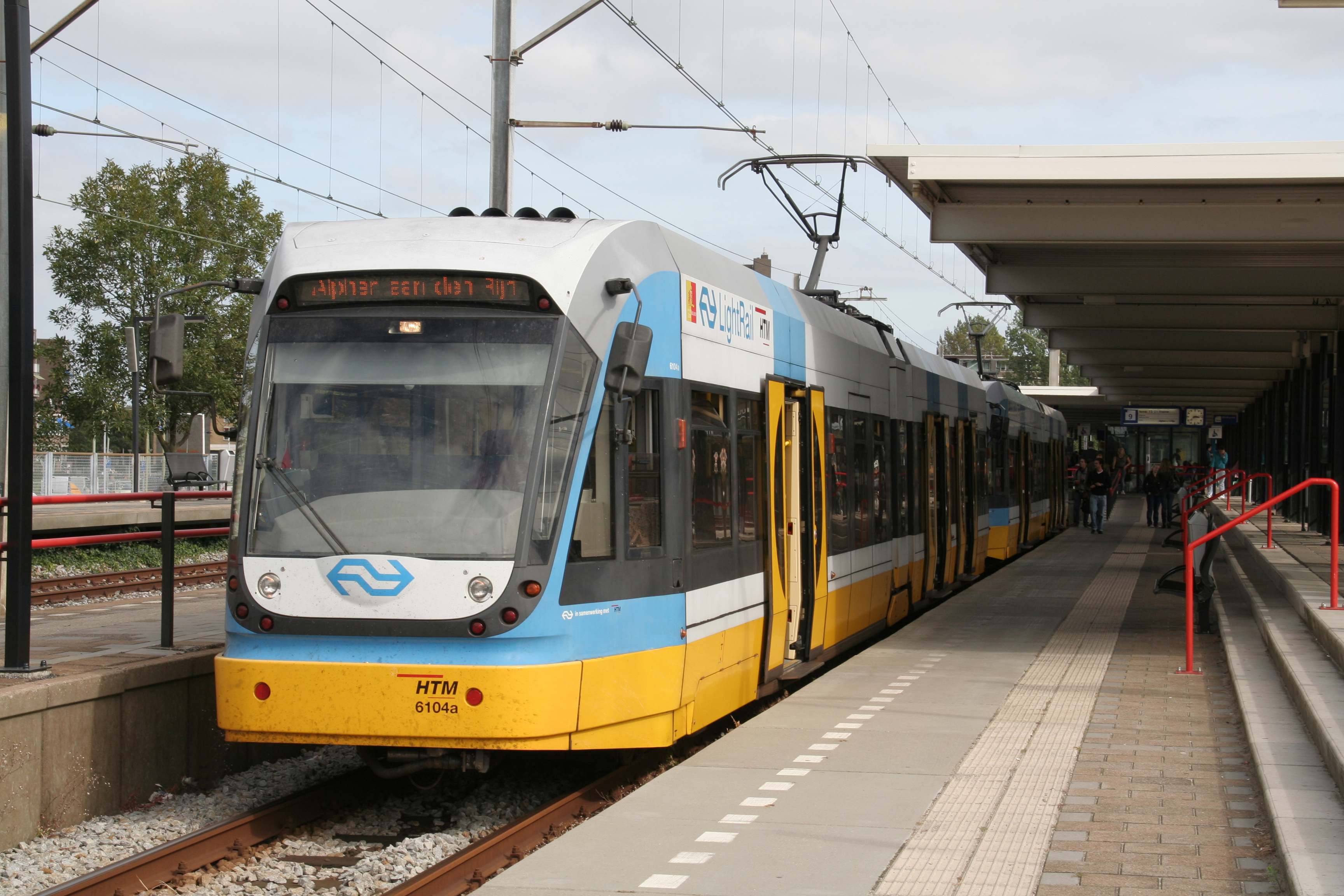
A32 op het station Gouda.
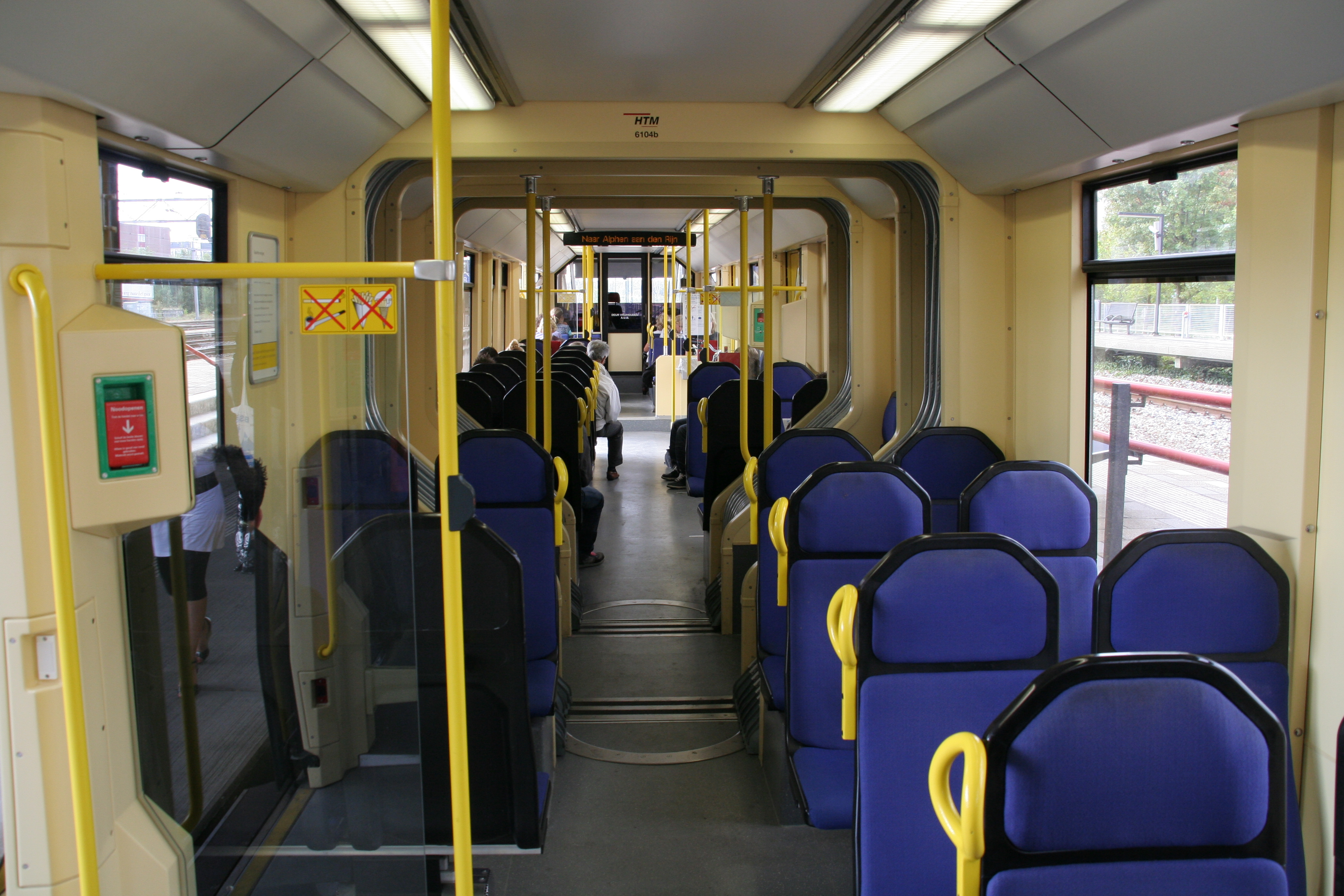
Interieur
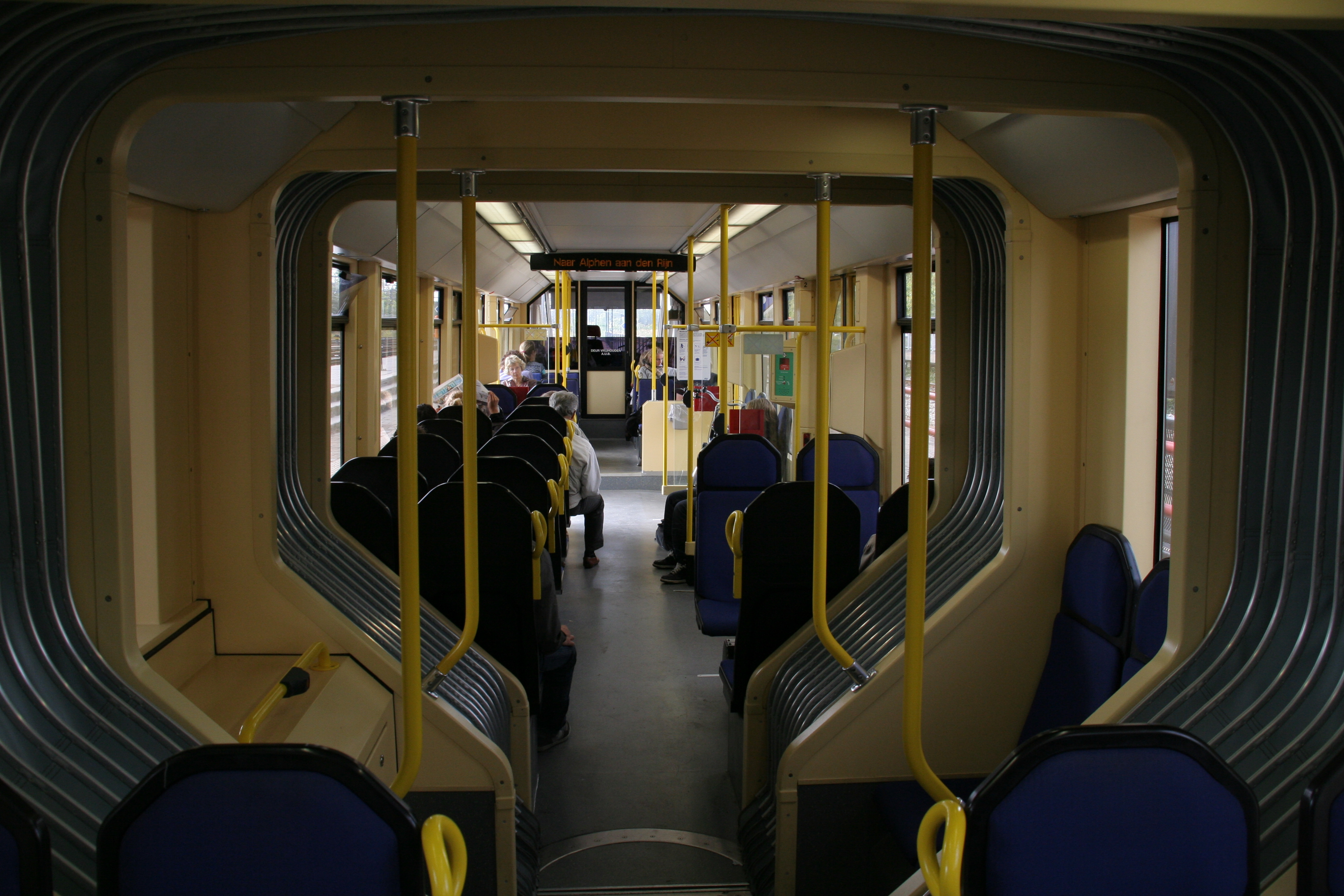
Interieur van het tussenbakje
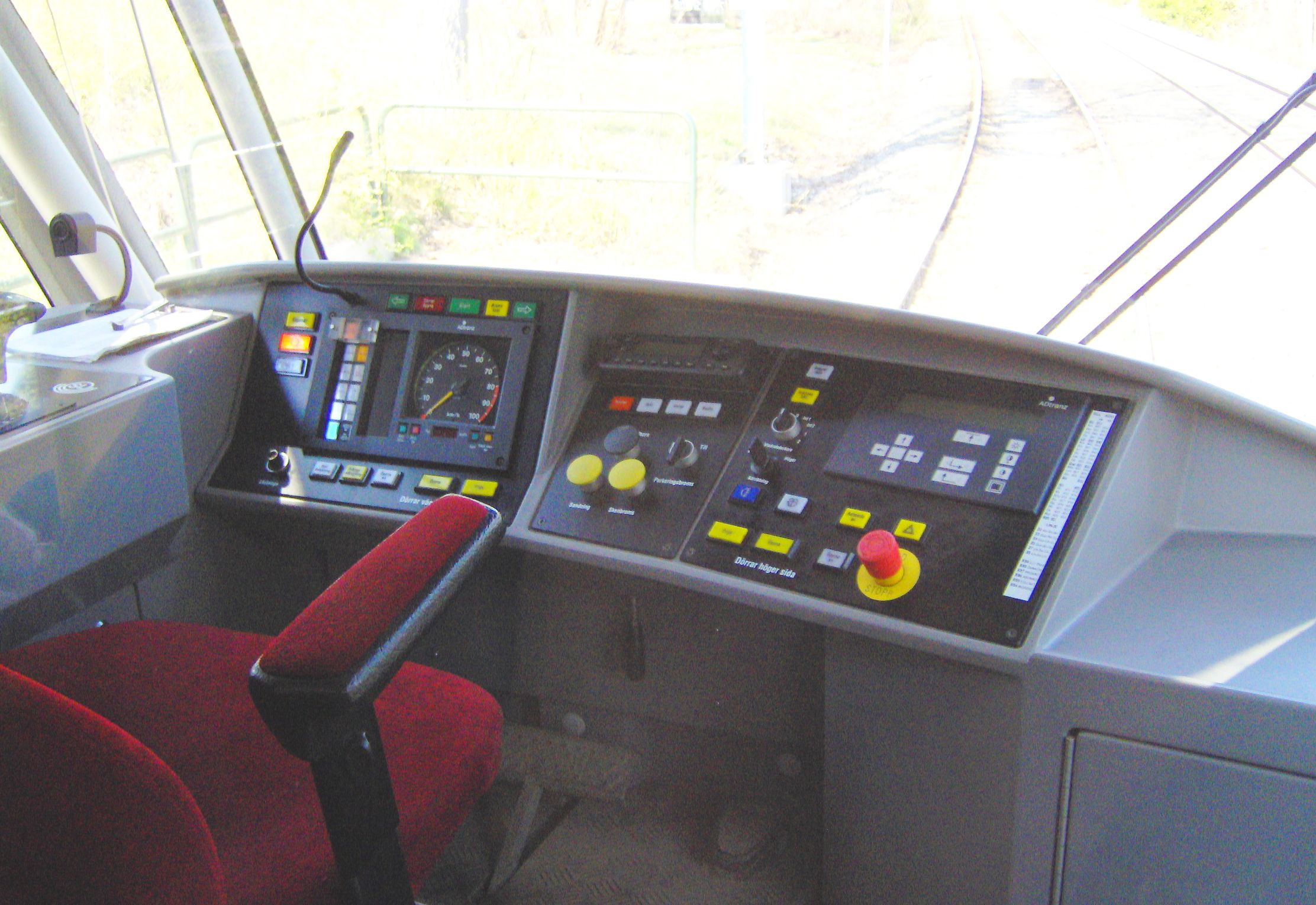
Cabine
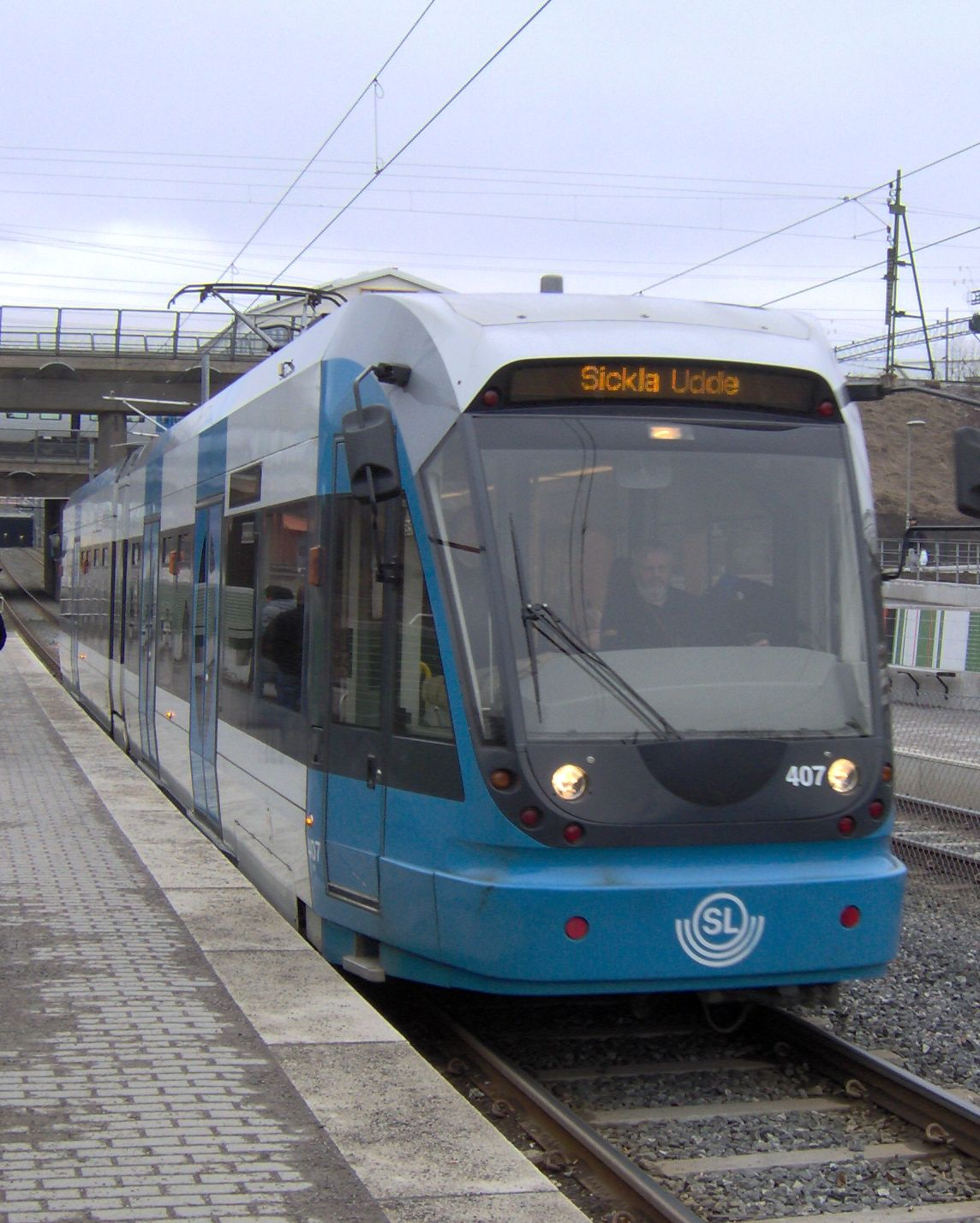
A32 in Stockholm op lijn 22 (Tvärbanan)
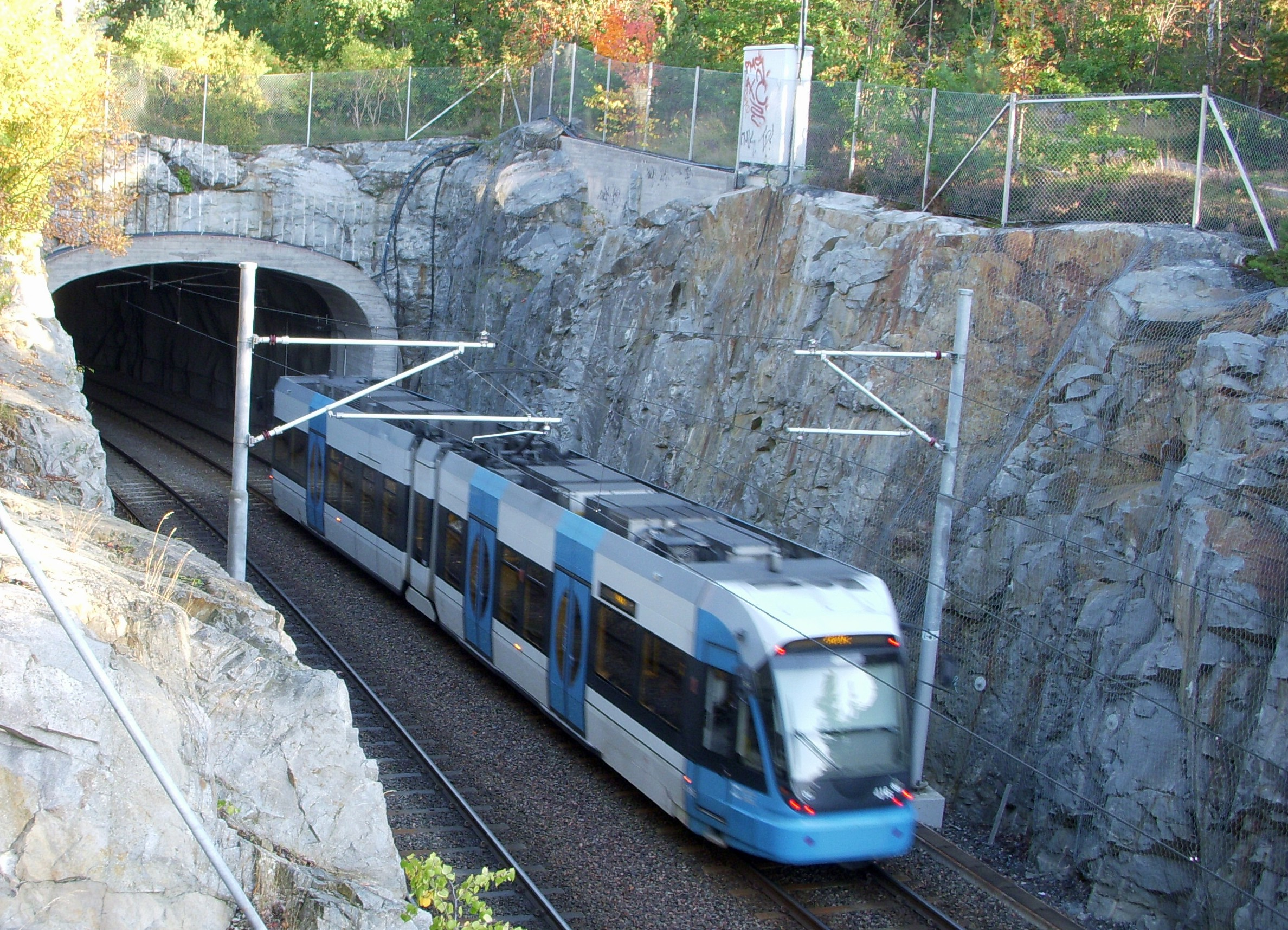
A32 rijdt de Alvikstunnel binnen
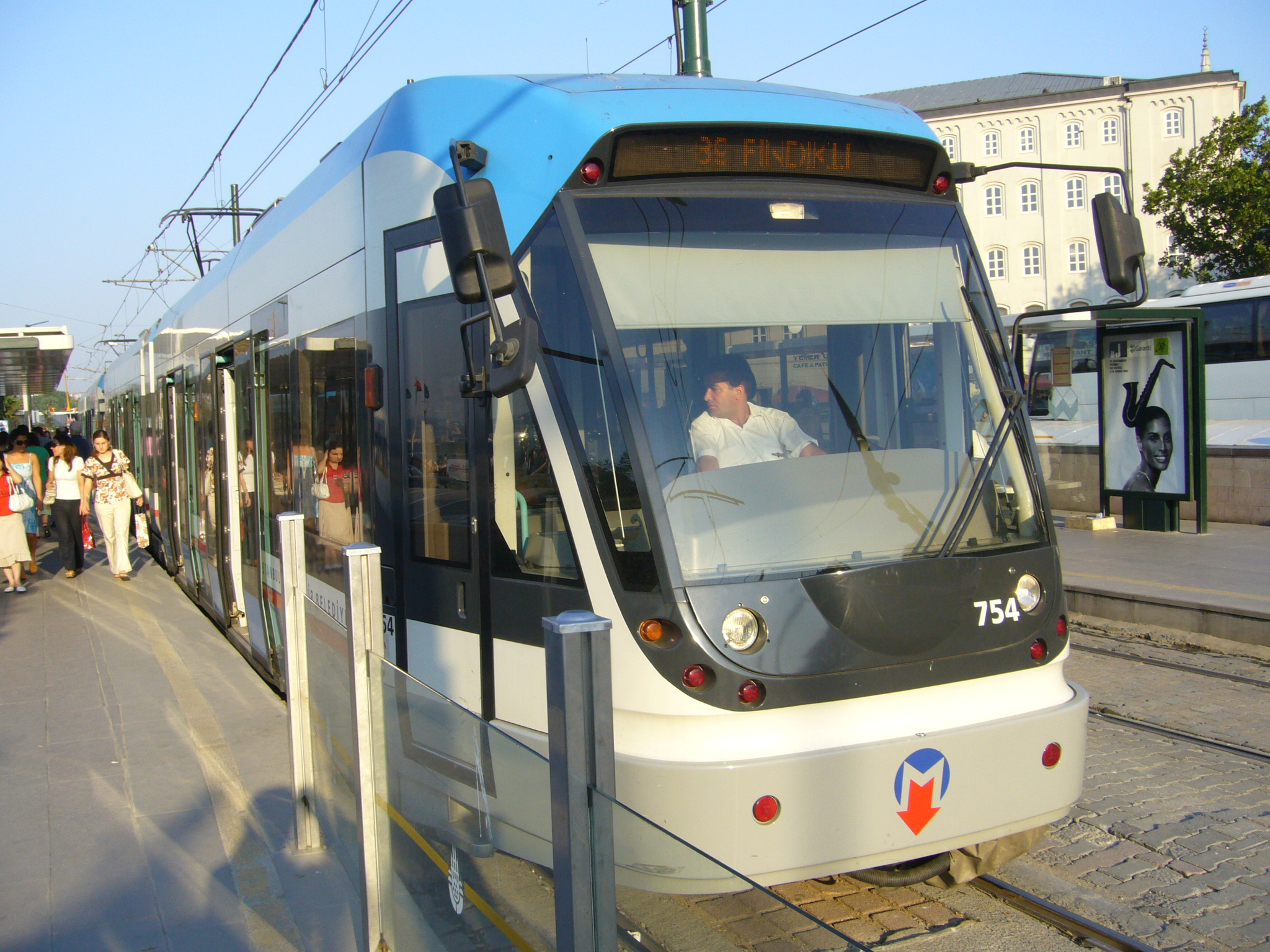
Flexity Swift A32 in Istanboel
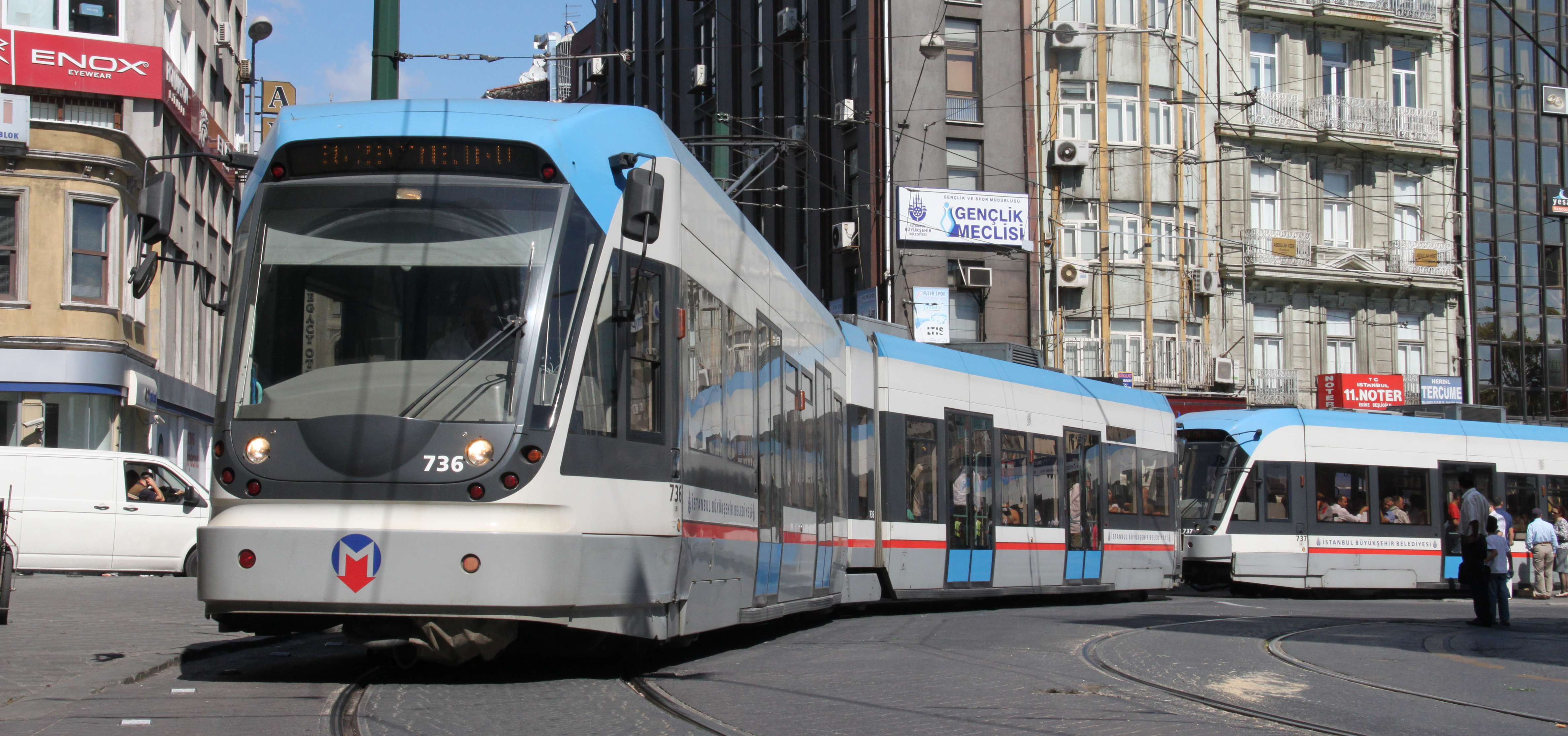
Koppelstel van lijn T1 in Istanboel